# Fontenois-lès-Montbozon
Fontenois-lès-Montbozon település Franciaországban, Haute-Saône megyében. Lakosainak száma 317 fő (2022. január 1.). Fontenois-lès-Montbozon Dampierre-sur-Linotte, Bouhans-lès-Montbozon, Montbozon, Ormenans, Roche-sur-Linotte-et-Sorans-les-Cordiers, Thiénans és Vy-lès-Filain községekkel határos.

## Népesség
A település népességének változása:
| Lakosok száma | 308  | 319  | 333  | 328  | 328  | 337  | 340  | 328  | 317  |
|               | 2013 | 2015 | 2016 | 2017 | 2018 | 2019 | 2020 | 2021 | 2022 |